# Paralimna hirticornis
Paralimna hirticornis är en tvåvingeart som beskrevs av de Meijere 1913. Paralimna hirticornis ingår i släktet Paralimna och familjen vattenflugor. Inga underarter finns listade i Catalogue of Life.